# Statistiche e record del Football Club Internazionale Milano

L'Inter della stagione 1988-1989 che vinse lo scudetto dei record: la squadra fece segnare il primato assoluto di punti per un campionato a 18 squadre con 2 punti a vittoria (58), oltre al maggior numero di vittorie complessive (26 su 34 giornate).

Di seguito sono riportati i record e i dati statistici relativi al Football Club Internazionale Milano.

## Statistiche individuali
A livello individuale il giocatore con il maggior numero di presenze in nerazzurro è Javier Zanetti con 858 partite disputate in 19 stagioni dal 1995 al 2014. Seguono Giuseppe Bergomi (756 presenze, 20 stagioni), Giacinto Facchetti (637 presenze, 18 stagioni), Sandro Mazzola (567 presenze in 17 stagioni) e Giuseppe Baresi (558 presenze in 15 stagioni). Javier Zanetti, con 615 presenze in Serie A, è il primo giocatore per numero di presenze nell'Inter, il quarto in campionato dietro a Gianluigi Buffon, Paolo Maldini  e Francesco Totti ed è anche primo fra i giocatori di tutti i tempi non nati in Italia.
Il capocannoniere di tutti i tempi è Giuseppe Meazza con 284 gol segnati in 14 stagioni. Alle sue spalle Alessandro Altobelli (209 gol in 11 stagioni), Roberto Boninsegna (173 in 7 stagioni), Sandro Mazzola (162 in 17 stagioni) e Luigi Cevenini (160 in 10 stagioni).

## Statistiche di squadra

### Bilancio incontri
| Competizione                              | G    | V    | N    | P    | GF   | GS   |
| ----------------------------------------- | ---- | ---- | ---- | ---- | ---- | ---- |
| Campionato                                | 3556 | 1812 | 926  | 818  | 6391 | 3822 |
| Coppa Italia                              | 399  | 221  | 88   | 90   | 666  | 393  |
| Coppa dei Campioni/UEFA Champions League  | 228  | 112  | 60   | 56   | 326  | 227  |
| Coppa UEFA/UEFA Europa League             | 191  | 96   | 44   | 51   | 297  | 173  |
| Coppa delle Fiere                         | 33   | 16   | 5    | 12   | 69   | 41   |
| Coppa dell'Europa Centrale                | 28   | 11   | 5    | 12   | 65   | 69   |
| Supercoppa italiana                       | 15   | 9    | 1    | 5    | 30   | 19   |
| Coppa delle Coppe UEFA                    | 12   | 6    | 2    | 4    | 22   | 9    |
| Coppa del mondo per club FIFA             | 6    | 4    | 1    | 1    | 11   | 4    |
| Coppa Intercontinentale                   | 5    | 3    | 1    | 1    | 6    | 1    |
| Supercoppa UEFA                           | 1    | 0    | 0    | 1    | 0    | 2    |
| Supercoppa dei Campioni Intercontinentali | 1    | 0    | 0    | 1    | 0    | 1    |
| TOTALE                                    | 4475 | 2290 | 1133 | 1052 | 7883 | 4761 |

Codici:

G: Partite giocate,
V: Partite vinte,
N: Partite pareggiate,
P: Partite perse,
GF: Goal fatti,
GS: Goal subiti.

Dati aggiornati fino al 30 giugno 2025 (solo incontri ufficiali).
Fonte:
 archivio.inter.it. URL consultato il 15 giugno 2011 (archiviato dall'url originale il 19 giugno 2011).

### Bilancio dell'Inter con le squadre affrontate nei campionati dal 1929
La tabella seguente riporta il bilancio complessivo dell'Inter contro le squadre affrontate nei campionati a girone unico, dal 6 ottobre 1929 al 23 maggio 2025. È inclusa la Divisione Nazionale 1945-1946.
N.B.: in grassetto le squadre che disputano la stagione 2024-2025.
Dati aggiornati fino al 23 maggio 2025 (Solo incontri ufficiali).
Saldo: : positivo; : neutro; : negativo.
| Squadra         | G   | VC | PC | SC | VF | PF | SF | VT | PT | ST | GF  | GS  | Saldo |
| --------------- | --- | -- | -- | -- | -- | -- | -- | -- | -- | -- | --- | --- | ----- |
| Alessandria     | 26  | 11 | 2  | 0  | 6  | 2  | 5  | 17 | 4  | 5  | 54  | 23  | Si    |
| Ancona          | 4   | 2  | 0  | 0  | 1  | 0  | 1  | 3  | 0  | 1  | 8   | 3   | Si    |
| Ascoli          | 32  | 8  | 5  | 3  | 7  | 5  | 4  | 15 | 10 | 7  | 45  | 28  | Si    |
| Atalanta        | 130 | 45 | 11 | 9  | 26 | 23 | 16 | 71 | 34 | 25 | 234 | 122 | Si    |
| Avellino        | 20  | 7  | 3  | 0  | 5  | 3  | 2  | 12 | 6  | 2  | 29  | 10  | Si    |
| Bari            | 62  | 20 | 8  | 3  | 14 | 8  | 9  | 34 | 16 | 12 | 122 | 60  | Si    |
| Benevento       | 4   | 2  | 0  | 0  | 2  | 0  | 0  | 4  | 0  | 0  | 13  | 3   | Si    |
| Bologna         | 160 | 44 | 23 | 13 | 33 | 14 | 33 | 77 | 37 | 46 | 249 | 183 | Si    |
| Brescia         | 48  | 18 | 5  | 1  | 10 | 11 | 3  | 28 | 16 | 4  | 94  | 33  | Si    |
| Cagliari        | 88  | 26 | 11 | 7  | 19 | 18 | 7  | 45 | 29 | 14 | 155 | 86  | Si    |
| Carpi           | 2   | 0  | 1  | 0  | 1  | 0  | 0  | 1  | 1  | 0  | 3   | 2   | Si    |
| Casale          | 8   | 4  | 0  | 0  | 1  | 1  | 2  | 5  | 1  | 2  | 26  | 9   | Si    |
| Catania         | 34  | 14 | 3  | 0  | 10 | 2  | 5  | 24 | 5  | 5  | 75  | 31  | Si    |
| Catanzaro       | 14  | 4  | 3  | 0  | 3  | 4  | 0  | 7  | 7  | 0  | 22  | 8   | Si    |
| Cesena          | 26  | 8  | 4  | 1  | 9  | 4  | 0  | 17 | 8  | 1  | 47  | 23  | Si    |
| Chievo          | 34  | 12 | 4  | 1  | 9  | 4  | 4  | 21 | 8  | 5  | 60  | 30  | Si    |
| Como            | 28  | 13 | 0  | 1  | 6  | 3  | 5  | 19 | 3  | 6  | 55  | 25  | Si    |
| Cremonese       | 16  | 6  | 1  | 1  | 7  | 1  | 0  | 13 | 2  | 1  | 29  | 12  | Si    |
| Crotone         | 6   | 2  | 1  | 0  | 2  | 0  | 1  | 4  | 1  | 1  | 15  | 5   | Si    |
| Empoli          | 34  | 15 | 0  | 2  | 12 | 3  | 2  | 27 | 3  | 4  | 72  | 25  | Si    |
| Fiorentina      | 174 | 51 | 20 | 16 | 22 | 35 | 30 | 73 | 55 | 46 | 271 | 223 | Si    |
| Foggia          | 22  | 8  | 3  | 0  | 5  | 5  | 1  | 13 | 8  | 1  | 51  | 16  | Si    |
| Frosinone       | 6   | 3  | 0  | 0  | 3  | 0  | 0  | 6  | 0  | 0  | 18  | 1   | Si    |
| Genoa           | 116 | 44 | 10 | 4  | 18 | 22 | 18 | 62 | 32 | 22 | 212 | 111 | Si    |
| Juventus        | 188 | 38 | 31 | 25 | 12 | 18 | 64 | 50 | 49 | 89 | 216 | 266 | No    |
| Lazio           | 164 | 45 | 27 | 10 | 24 | 29 | 29 | 69 | 56 | 39 | 267 | 184 | Si    |
| Lecce           | 38  | 18 | 0  | 1  | 12 | 4  | 3  | 30 | 4  | 4  | 91  | 19  | Si    |
| Lecco           | 6   | 1  | 2  | 0  | 2  | 0  | 1  | 3  | 2  | 1  | 9   | 4   | Si    |
| Legnano         | 6   | 2  | 1  | 0  | 1  | 2  | 0  | 3  | 3  | 0  | 15  | 6   | Si    |
| Livorno         | 38  | 14 | 3  | 2  | 6  | 8  | 5  | 20 | 11 | 7  | 78  | 41  | Si    |
| Lucchese        | 16  | 7  | 1  | 0  | 1  | 4  | 3  | 8  | 5  | 3  | 47  | 20  | Si    |
| Mantova         | 14  | 6  | 1  | 0  | 2  | 4  | 1  | 8  | 5  | 1  | 22  | 6   | Si    |
| Messina         | 10  | 5  | 0  | 0  | 4  | 0  | 1  | 9  | 0  | 1  | 23  | 4   | Si    |
| Milan           | 186 | 36 | 30 | 27 | 36 | 27 | 30 | 72 | 57 | 57 | 267 | 238 | Si    |
| Modena          | 28  | 11 | 3  | 0  | 5  | 5  | 4  | 16 | 8  | 4  | 45  | 24  | Si    |
| Monza           | 6   | 2  | 0  | 1  | 1  | 2  | 0  | 3  | 2  | 1  | 13  | 7   | Si    |
| Napoli          | 160 | 52 | 19 | 9  | 19 | 23 | 38 | 71 | 42 | 47 | 228 | 175 | Si    |
| Novara          | 26  | 9  | 2  | 2  | 8  | 3  | 2  | 17 | 5  | 4  | 57  | 26  | Si    |
| Padova          | 32  | 11 | 3  | 2  | 6  | 3  | 7  | 17 | 6  | 9  | 69  | 39  | Si    |
| Palermo         | 58  | 20 | 9  | 0  | 10 | 13 | 6  | 30 | 22 | 6  | 117 | 56  | Si    |
| Parma           | 56  | 16 | 10 | 2  | 7  | 7  | 14 | 23 | 17 | 16 | 83  | 69  | Si    |
| Perugia         | 26  | 9  | 4  | 0  | 6  | 5  | 2  | 15 | 9  | 2  | 49  | 27  | Si    |
| Pescara         | 14  | 5  | 1  | 1  | 5  | 1  | 1  | 10 | 2  | 2  | 26  | 8   | Si    |
| Piacenza        | 16  | 6  | 2  | 0  | 5  | 1  | 2  | 11 | 3  | 2  | 28  | 10  | Si    |
| Pisa            | 14  | 6  | 0  | 1  | 2  | 3  | 2  | 8  | 3  | 3  | 29  | 12  | Si    |
| Pistoiese       | 2   | 1  | 0  | 0  | 1  | 0  | 0  | 2  | 0  | 0  | 4   | 1   | Si    |
| Pro Patria      | 24  | 12 | 0  | 0  | 3  | 6  | 3  | 15 | 6  | 3  | 58  | 20  | Si    |
| Pro Vercelli    | 12  | 6  | 0  | 0  | 1  | 3  | 2  | 7  | 3  | 2  | 26  | 9   | Si    |
| Reggiana        | 6   | 3  | 0  | 0  | 1  | 1  | 1  | 4  | 1  | 1  | 8   | 4   | Si    |
| Reggina         | 18  | 6  | 3  | 0  | 6  | 2  | 1  | 12 | 5  | 1  | 35  | 7   | Si    |
| Roma            | 186 | 48 | 28 | 17 | 32 | 26 | 35 | 80 | 54 | 52 | 300 | 236 | Si    |
| Salernitana     | 10  | 5  | 0  | 0  | 2  | 1  | 2  | 7  | 1  | 2  | 25  | 6   | Si    |
| Sampdoria       | 132 | 42 | 16 | 8  | 30 | 23 | 13 | 72 | 39 | 21 | 244 | 121 | Si    |
| Sampierdarenese | 18  | 8  | 1  | 0  | 3  | 3  | 3  | 11 | 4  | 3  | 37  | 16  | Si    |
| Sassuolo        | 22  | 4  | 2  | 5  | 6  | 0  | 5  | 10 | 2  | 10 | 41  | 28  |       |
| Siena           | 18  | 6  | 2  | 1  | 6  | 2  | 1  | 12 | 4  | 2  | 33  | 18  | Si    |
| SPAL            | 38  | 17 | 2  | 0  | 10 | 5  | 4  | 27 | 7  | 4  | 70  | 26  | Si    |
| Spezia          | 6   | 3  | 0  | 0  | 1  | 1  | 1  | 4  | 1  | 1  | 12  | 5   | Si    |
| Ternana         | 4   | 2  | 0  | 0  | 1  | 1  | 0  | 3  | 1  | 0  | 6   | 0   | Si    |
| Torino          | 166 | 45 | 27 | 11 | 32 | 24 | 27 | 77 | 51 | 38 | 245 | 163 | Si    |
| Treviso         | 2   | 1  | 0  | 0  | 1  | 0  | 0  | 2  | 0  | 0  | 4   | 0   | Si    |
| Triestina       | 54  | 17 | 6  | 4  | 6  | 13 | 8  | 23 | 19 | 12 | 95  | 61  | Si    |
| Udinese         | 104 | 32 | 10 | 10 | 24 | 16 | 12 | 56 | 26 | 22 | 175 | 103 | Si    |
| Varese          | 14  | 6  | 1  | 0  | 4  | 1  | 2  | 10 | 2  | 2  | 28  | 9   | Si    |
| Venezia         | 30  | 12 | 2  | 1  | 6  | 4  | 5  | 18 | 6  | 6  | 55  | 29  | Si    |
| Verona          | 68  | 23 | 11 | 0  | 19 | 11 | 4  | 42 | 22 | 4  | 118 | 42  | Si    |
| Vicenza         | 62  | 21 | 6  | 4  | 14 | 10 | 7  | 35 | 16 | 11 | 99  | 48  | Si    |

Le statistiche indicate per le partite disputate includono anche quelle giocate dall'Ambrosiana tra il 1929 e il 1943.

### Partecipazioni

#### Competizioni nazionali
| Livello | Categoria           | Partecipazioni | Debutto | Ultima stagione | Totale |
| ------- | ------------------- | -------------- | ------- | --------------- | ------ |
| 1º      | Prima Categoria     | 8              | 1908-09 | 1920-21         | 110    |
| 1º      | Prima Divisione     | 5              | 1921-22 | 1925-26         | 110    |
| 1º      | Divisione Nazionale | 4              | 1926-27 | 1945-46         | 110    |
| 1º      | Serie A             | 93             | 1929-30 | 2024-25         | 110    |

In 110 stagioni sportive a livello nazionale a partire dall'esordio il 10 gennaio 1909, inclusi 17 campionati di Prima Categoria e Prima Divisione e Divisione Nazionale (A). Sono escluse la stagione 1912-13, nella quale l'Inter giocò il campionato del Comitato Regionale Lombardo, nonché le stagioni belliche dal 1915-1916 al 1918-1919 e dal 1943-1944 al 1944-1945.

#### Coppe nazionali
| Competizione        | Partecipazioni | Debutto | Ultima stagione |
| ------------------- | -------------- | ------- | --------------- |
| Coppa Italia        | 77             | 1926-27 | 2024-25         |
| Supercoppa italiana | 13             | 1989    | 2024            |

#### Coppe internazionali
| Competizione                              | Partecipazioni | Debutto   | Ultima stagione |
| ----------------------------------------- | -------------- | --------- | --------------- |
| Coppa del mondo per club FIFA             | 2              | 2010      | 2025            |
| Coppa Intercontinentale                   | 2              | 1964      | 1965            |
| Coppa dei Campioni/ UEFA Champions League | 25             | 1963-64   | 2024-25         |
| Coppa UEFA/UEFA Europa League             | 28             | 1972-73   | 2019-20         |
| Coppa dell'Europa Centrale                | 7              | 1930      | 1939            |
| Coppa delle Fiere                         | 6              | 1955-1958 | 1970-1971       |
| Coppa delle Coppe UEFA                    | 2              | 1978-79   | 1982-83         |
| Supercoppa UEFA                           | 1              | 2010      | 2010            |

## Record di squadra

### Primati e piazzamenti
|  | Per i record correlati ai trofei vinti dall'Inter a livello professionistico e/o giovanile, si veda Palmarès del Football Club Internazionale Milano. |

#### A livello nazionale
In 110 stagioni di partecipazione al campionato italiano di calcio a partire dall'esordio ufficiale, risalente al 10 gennaio 1909, l'Inter ha disputato 108 tornei di primo livello nazionale (92 campionati di Serie A, 7 di Prima Categoria, 5 di Prima Divisione e 4 di Divisione Nazionale), mentre per 2 volte non ha superato le eliminatorie regionali di massima serie (1909 e 1912-13). I nerazzurri hanno terminato il campionato 20 volte primi, 16 volte secondi e 15 volte terzi. Dall'avvento del girone unico l'Inter è stata 18 volte campione d'inverno (1933-34, 1937-38, 1950-51, 1952-53, 1953-54, 1960-61, 1961-62, 1965-66, 1966-67, 1979-80, 1988-89, 1990-91, 2006-07, 2007-08, 2008-09, 2009-10, 2021-22 e 2023-24).
L'Inter è l'unica squadra italiana ad aver sempre militato (con 91 partecipazioni) nel campionato di Serie A sin dalla sua istituzione nel 1929 e la prima ad aver vinto il campionato di Serie A nella stagione 1929-30. Inoltre è l'unica squadra ad aver gareggiato ininterrottamente nella massima serie del campionato nazionale fin dalla propria stagione di debutto (la 1908-1909), ed è l'unica squadra che non è mai retrocessa dalla Serie A alla B.
Nella stagione 2005-06, l'Inter è stata la prima squadra italiana a realizzare il treble nazionale, vincendo campionato, Coppa nazionale e Supercoppa di Lega.
In base alle partite ufficiali finora disputate, la miglior vittoria dell'Inter è il 16-0 del 10 gennaio 1915 sul Vicenza (Prima Categoria 1914-15); limitatamente all'era del girone unico, il successo nerazzurro più ampio è rappresentato dal 9-0 inflitto al Casale il 10 settembre 1933 (Serie A 1933-34). La peggiore sconfitta è il 9-1 subìto contro la Juventus il 10 giugno 1961 (Serie A 1960-61), partita nella quale l'Inter schierò la propria squadra giovanile De Martino per protesta; precedentemente all'istituzione del girone unico, altro peggiore rovescio di sempre è il 7-0 inflitto ai nerazzurri dal Casale il 19 marzo 1922 (Prima Divisione 1921-22).
Al termine della stagione 1988-89 l'Inter ha stabilito il record di punti in un campionato a 18 squadre: in quel periodo si assegnavano 2 punti per vittoria e i nerazzurri raggiunsero quota 58 punti. Quella squadra detiene tuttora altri due record per i campionati di serie A a 18 squadre, il maggior numero di vittorie complessive, 26 su 34 gare, ed il maggior numero di vittorie in trasferta, 11 su 17 gare (quest'ultimo record eguaglia quello raggiunto nella stagione 1963-64).
Nel 2004-05 invece, la squadra ha fatto registrare la più lunga serie di pareggi consecutivi in un campionato di Serie A a 20 squadre: 7, dalla 7ª alla 13ª giornata (primato condiviso). Sempre in quell'anno ha stabilito il record di pareggi complessivi, sempre per un campionato a 20 squadre: 18 pari in 38 partite, successivamente eguagliato dall'Empoli nel campionato 2014-15.
La stagione 2006-07 è stata foriera di numerosi primati. L'Inter ha stabilito i record di punti (97, poi superato dalla Juventus nella stagione 2013-14), di vittorie consecutive assolute (17) e in trasferta (11, poi superato dalla Roma a cavallo fra le stagioni 2016-17 e 2017-18), nonché di vittorie esterne (15 su 19 incontri disputati) in un campionato a 20 squadre (poi superato dal Milan nella stagione 2020-21); ha inoltre stabilito il nuovo record italiano di punti conquistati in trasferta (49 su 57 disponibili), poi eguagliato dal Milan nella stagione 2020-21, e il primato di squadre battute sia nel girone di andata che in quello di ritorno (12, poi superato dalla Juventus nella stagione 2013-14). La squadra ha chiuso il campionato senza subire sconfitte fuori casa, così come capitato anche a Fiorentina, Perugia, Milan e Juventus, e con una sola sconfitta in assoluto, eguagliando il record per il campionato di Serie A a 20 squadre (poi superato dalla Juventus nella stagione 2011-12, capace di chiudere l'intero campionato senza sconfitte). Cinque, come il Torino, la Fiorentina, la Juventus ed il Napoli, i turni d'anticipo sulla fine del torneo coi quali è stato vinto aritmeticamente lo scudetto.
Nella stagione 2020-2021 i nerazzurri hanno conseguito il primato del maggior numero di vittorie consecutive dall'inizio del girone di ritorno (11), e hanno eguagliato il record, precedentemente ottenuto dalla Juventus nelle stagioni dal 2013-2014 al 2017-2018, del maggior numero di squadre avversarie battute in campionato (19 su 19), eguagliato nella stessa stagione anche dal Milan e nel 2022-2023 dal Napoli. Nel 2021 i meneghini hanno stabilito il nuovo primato di punti totalizzati nel campionato italiano in un anno solare (104), battendo il precedente record stabilito dalla Juventus nel 2018.
A livello di coppe nazionali l'Inter è al secondo posto per numero di finali disputate: 15 di Coppa Italia (con 9 vittorie, delle quali 2 consecutivamente per tre volte) e 13 di Supercoppa italiana (8 successi, di cui 3 consecutivamente dal 2021 al 2023) per un totale di 28, dietro alla Juventus prima con 39 finali nelle due coppe nazionali (sono esclusi dal conteggio i gironi finali di Coppa Italia).
L'avversario affrontato più volte dall'Inter in gare ufficiali è la Juventus (251 volte), seguita dal Milan (238 volte), dalla Roma (213 volte) e dal Torino (200 volte).

#### A livello internazionale
In ambito internazionale l'Inter è la prima (e unica) squadra italiana ad aver conquistato, nella stagione 2009-10, il treble, ovvero la conquista nello stesso anno di campionato, coppa nazionale e Champions League.. Nel 1963-64 è stata la prima squadra in assoluto a vincere la UEFA Champions League (ai tempi Coppa dei Campioni) senza subire sconfitte. Sempre nel 1964 è stata la prima compagine italiana a vincere la Coppa Intercontinentale, divenendo anche l'unica italiana ad aver vinto scudetto, Coppa dei Campioni e Coppa Intercontinentale nello stesso anno, il 1965 (primato bissato nel 2010). Nel 1965 l'Inter è diventata la prima squadra italiana a vincere per due volte consecutive la Coppa dei Campioni, la terza in assoluto dopo Real Madrid e Benfica, e la prima squadra in Europa a vincere per due volte, per giunta consecutive, la Coppa Intercontinentale, e la seconda in assoluto a riuscirci dopo il Santos.
È poi la squadra italiana che vanta il maggior numero di partecipazioni alla Coppa UEFA/Europa League, avendo disputato 28 volte la manifestazione. I suoi avversari classici sono il Real Madrid (19 incontri), il Barcellona (18 incontri), il Bayern Monaco (11 incontri) e il Valencia (10 incontri). A livello di club, le nazioni più volte affrontate sono la Spagna con 60 incontri, seguita dalla Germania con 59 e dall'Inghilterra con 43.
Dal 1971, anno di nascita della Coppa UEFA/Europa League, a oggi, l'Inter, con 236 punti conquistati, è la seconda squadra ad aver conquistato più punti di tutti nella competizione, ed è la prima italiana e la seconda europea, dopo il Siviglia, per numero di finali disputate nella competizione, cinque.
Nella stagione 2011-2012, l'Inter ha partecipato per il decimo anno consecutivo alla Champions League. A partire dall'edizione 2002-03, infatti, la formazione nerazzurra non ha saltato alcuna stagione. Questo record è stato superato dalla Juventus, che dalla stagione 2012-13 alla stagione 2022-23 ha partecipato ininterrottamente a questa competizione, arrivando ad undici partecipazioni consecutive.
L'Inter inoltre si è qualificata per otto anni consecutivamente alla fase ad eliminazione diretta della Champions League, dal 2004-2005 al 2011-2012, record per il calcio italiano, in seguito solo pareggiato dalla Juventus dal 2014-2015 al 2021-2022.
Nel dicembre 2010 l'Inter ha stabilito diversi primati durante la sua prima partecipazione alla Coppa del mondo per club. Il 3-0 inflitto al TP Mazembe in finale eguaglia le massime vittorie di un club italiano in una finale in questa manifestazione; in precedenza ci erano riuscite la stessa Inter (3-0 sull'Independiente l'8 settembre 1965) ed il Milan (3-0 contro l'Estudiantes (LP) l'8 ottobre 1969 e contro l'Olimpia il 9 dicembre 1990), ma tutte nella vecchia Coppa Intercontinentale; nella Coppa del mondo per club è stato un record assoluto per una rappresentante italiana, che superava il 4-2 del Milan sul Boca Juniors nella finale 2007. Il 3-0 inflitto al TP Mazembe nella finalissima è la terza finale vinta con il maggior scarto nell'odierna Coppa del mondo per club, (eguagliato dal Barcellona nel 2015 con il 3-0 al River Plate, dal Real Madrid nel 2018 con il 4-1 all'Al-Ain e dal Chelsea nel 3-0 al Paris Saint-Germain nel 2025). Le finali con il maggior scarto sono il 4-0 del Barcellona con il Santos nel 2011 e il 4-0 del Manchester City contro il Fluminense nel 2023).
L'Inter inoltre si è laureata campione del mondo con il miglior attacco di sempre nella formula della Coppa del mondo per club pre 2025: prima dei nerazzurri, solo il Manchester Utd nel 2008 aveva fatto altrettanto bene, segnando 5 gol ai giapponesi del Gamba Osaka in semifinale ed uno alla LDU Quito nella finalissima; sei reti le aveva segnate anche il Corinthians nel 2000, ma con una formula diversa che vide i brasiliani disputare quattro partite, finale inclusa, e non due soltanto (il record sarà poi superato dal Real Madrid nel 2018 con 7 gol segnati in due partite, dal Manchester City nel 2023 con 7 gol in due partite e dal Chelsea con 17 gol in 7 partite nel 2025). Tra le cinque squadre che hanno segnato almeno 6 reti nella Coppa del mondo per club pre-2025, solo i nerazzurri avevano mandato in gol 6 giocatori diversi: Biabiany, Eto'o, Milito, Pandev, Stanković e Zanetti. L'Inter, infine, è stata la prima squadra ad aggiudicarsi la moderna Coppa del mondo per club senza aver subito alcuna rete nei 180' disputati per vincere il titolo iridato.

### Risultati record della squadra

#### Competizioni nazionali
- Miglior vittoria: Inter - ACIVI Vicenza 16-0 del 10 gennaio 1915.
  - In Serie A: Inter - Casale 9-0 del 10 settembre 1933.
  - Miglior vittoria esterna in Serie A: Sassuolo - Inter 0-7 del 22 settembre 2013.
- Peggior sconfitta: Juventus - Inter 9-1 del 10 giugno 1961.[78]
- Partita con più gol: Inter - ACIVI Vicenza 16-0 del 10 gennaio 1915.
  - In Serie A: Inter - Bari 9-2 del 9 gennaio 1938 e Inter - Milan 6-5 del 6 novembre 1949.
- Maggior numero di reti in una stagione: 113 reti nel 1913-14.
  - In Serie A: 107 reti nel 1950-51.
- Maggior numero di reti in campionato in un anno solare: 104 reti nel 2021 (2020-21 e 2021-22).
- Numero di partite consecutive a segno: 39 gare (2020-21 e del 2021-22).
- Maggior numero di marcatori diversi in una stagione: 19 (2024-25).
- Massima serie positiva: 33 partite (dalla 37ª giornata 2005-06 alla 32ª giornata 2006-07, con un bilancio di 25 vittorie e 8 pareggi[100]).
- Massima serie negativa: 10 partite (dalla 7ª alla 16ª giornata del girone B - Lega Nord 1921-22 (campionato CCI), con un bilancio di 7 sconfitte e 3 pareggi).
  - In Serie A: 8 partite (dalla 22ª alla 29ª giornata 1947-48, con un bilancio di 5 sconfitte e 3 pareggi).
- Vittorie consecutive: 17 partite (dalla 8ª alla 25ª giornata[100] 2006-07).
- Sconfitte consecutive: 5 partite (dalla 21ª alla 25ª giornata 1947-48, dalla 10ª alla 14ª giornata 1955-56 e dalla 29ª alla 33ª giornata 1956-57).
- Pareggi consecutivi: 7 partite (dalla 7ª alla 13ª giornata 2004-05).
- Vittorie in una stagione: 30 partite nel 2006-2007.
- Sconfitte in una stagione: 19 partite nel 1947-48.
- Pareggi in una stagione: 18 partite nel 2004-05.
- Vittorie consecutive dalla 1ª giornata: fino alla 7ª giornata nel 1966-1967.
- Vittorie consecutive senza subire goal: 6 (nel 2021-22).
- Cannoniere stagionale: 37 reti di Luigi Cevenini nel 1913-14.
  - In Serie A: 33 reti di Antonio Angelillo nel 1958-59.
- Cannoniere in una singola gara: 7 reti di Luigi Cevenini (Inter - ACIVI Vicenza 16-0 del 10 gennaio 1915 e Inter - G.C. Legnanesi 12-0 del 28 novembre 1920).
  - In Serie A: 5 reti di Giuseppe Meazza (Inter -  Bari 9-2 del 9 gennaio 1938) e Antonio Angelillo (Inter - SPAL 8-0 del 12 ottobre 1958).
- Vittorie del trofeo consecutive: 5 (2005-06, 2006-07, 2007-08, 2008-09, 2009-10).
- Podi nella competizione raggiunti consecutivamente: 7 (1960-61, 1961-62, 1962-63, 1963-64, 1964-65, 1965-66, 1966-67 e 2004-05, 2005-06, 2006-07, 2007-08, 2008-09, 2009-10, 2010-11).

- Miglior vittoria: Mantova - Inter 0-7 del 14 settembre 1958.
- Peggior sconfitta: Milan - Inter 5-0 dell'8 gennaio 1998 e Parma - Inter 6-1 del 29 novembre 2000.
- Partita con più gol: Inter - Cagliari 6-3 (dts) del 28 aprile 1965; Inter - Spezia 7-1 del 20 maggio 1937, Inter - Brescia 7-1 del 15 marzo 1961, Inter - Juve 2-6 del 19 giugno 1975 e Roma - Inter 6-2 del 9 maggio 2007.
- Massima serie positiva: 28 partite (dagli ottavi di andata del 2003-04 alla semifinale di ritorno del 2006-07, con un bilancio di 18 vittorie e 10 pareggi).
- Vittorie consecutive: 7 (dalla semifinale di ritorno del 2008-09 agli ottavi di finale del 2010-11).
- Cannoniere stagionale: 9 reti di Roberto Boninsegna nel 1973-74 e Alessandro Altobelli nel 1981-82.
- Cannoniere singola gara: 5 reti di Edwing Firmani (Mantova - Inter 0-7 del 14 settembre 1958).
- Vittorie del trofeo consecutive: 2 (2004-05 e 2005-06, 2009-10 e 2010-11, 2021-22 e 2022-23)
- Finali del trofeo raggiunte consecutivamente: 4 (2004-05, 2005-06, 2006-07, 2007-08)

- Miglior vittoria: Milan - Inter 0-3 del 18 gennaio 2023, Inter - Lazio 3-0 del 19 gennaio 2024.
- Peggior sconfitta: Lazio - Inter 4-3 dell'8 settembre 2000, Inter - Roma 0-1 del 19 agosto 2007, Inter - Lazio 1-2 dell'8 agosto 2009, Milan - Inter 2-1 del 6 agosto 2011 e Inter - Milan 2-3 del 6 gennaio 2025.
- Partita con più gol: Lazio - Inter 4-3 dell'8 settembre 2000 e Inter - Roma 4-3 del 26 agosto 2006.
- Massima serie positiva: 5 partite (dalla finale 2021 alla semifinale del 2024, con un bilancio di 5 vittorie).
- Vittorie consecutive: 5 partite (dalla finale 2021 alla semifinale del 2024).
- Cannoniere singola gara: 2 reti di Patrick Vieira (Inter - Roma 4-3 del 26 agosto 2006), Samuel Eto'o (Inter - Roma 3-1 del 21 agosto 2010) e Denzel Dumfries (Inter - Atalanta 2-0 del 2 gennaio 2025).
- Vittorie del trofeo consecutive: 3 (2021 2022 e 2023).
- Finali del trofeo raggiunte consecutivamente: 7 (Supercoppa Italiana del 2005, 2006, 2007, 2008, 2009, 2010, 2011).

#### Competizioni internazionali
- Miglior vittoria: Inter - Dinamo Bucarest 6-0 dell'11 novembre 1964.
- Peggior sconfitta: Paris Saint Germain - Inter 5-0 del 31 maggio 2025[101].
- Partita con più gol: Inter - Tottenham 4-3 del 20 ottobre 2010, Inter - Schalke 04 2-5 del 5 aprile 2011 e Inter - Barcellona 4-3 del 6 maggio 2025.
- Massima serie positiva: 12 partite (dai sedicesimi di andata del 1963-64 ai quarti di andata del 1964-65, con un bilancio di 10 vittorie e 2 pareggi).
- Vittorie consecutive: 6 partite (dalla sesta giornata del girone eliminatorio alla semifinale di andata del 2009-10).
- Cannoniere stagionale: 9 reti di Crespo nel 2002-03 e 9 reti di Lautaro Martinez nel 2024-25 (10 reti di Adriano nel 2004-05 considerando le 3 reti nei turni preliminari).
- Cannoniere singola gara: 3 reti di Adriano (Inter - Porto 3-1 del 16 marzo 2005 e Inter - Artmedia Bratislava 4-0 del 23 novembre 2005), Samuel Eto'o (Inter - Werder Brema 4-0 del 29 settembre 2010) e Lautaro Martinez (Inter - Monaco 3-0 del 29 gennaio 2025).
- Vittorie del trofeo consecutive: 2 (1963-64, 1964-65).
- Finali del trofeo raggiunte consecutivamente: 2 (1963-64, 1964-65).

- Miglior vittoria: Inter - Independiente 3-0 dell'8 settembre 1965.
- Peggior sconfitta: Independiente - Inter 1-0 del 9 settembre 1964.
- Partita con più gol: Inter - Independiente 3-0 dell'8 settembre 1965.
- Massima serie positiva: 4 partite (dalla gara di ritorno della finale del 1964 alla finale di ritorno del 1965, con un bilancio di 3 vittorie e 1 pareggio).
- Vittorie consecutive: 3 partite (dalla gara di ritorno della finale del 1964 alla finale di andata del 1965).
- Cannoniere stagionale: 2 reti di Mario Corso nel 1964 e di Sandro Mazzola nel 1965.
- Cannoniere singola gara: 2 reti di Sandro Mazzola (Inter - Independiente 3-0 dell'8 settembre 1965).
- Vittorie del trofeo consecutive: 2 (1964, 1965).
- Finali del trofeo raggiunte consecutivamente: 2 (1964, 1965).

- Miglior vittoria: Inter - Seongnam 3-0 del 15 dicembre 2010 e Inter - Mazembe 3-0 del 18 dicembre 2010.
- Peggior sconfitta: Inter - Fluminense 0-2 del 30 giugno 2025.
- Partita con più gol: Inter - Seongnam 3-0 del 15 dicembre 2010, Inter - Mazembe 3-0 del 18 dicembre 2010 e Inter - Urawa Red Diamonds 2-1 del 21 giugno 2025.
- Massima serie positiva: 5 partite (dalla semifinale del 2010 alla terza partita della fase a gironi del 2025, con un bilancio di 4 vittorie e 1 pareggio).
- Vittorie consecutive: 2 partite (dalla semifinale del 2010 alla finale del 2010 e dalla seconda partita della fase a gironi del 2025 alla terza partita della fase a gironi del 2025).
- Cannoniere stagionale: 2 reti di Lautaro Martinez nel 2025.
- Cannoniere singola gara: 1 rete di Dejan Stankovic, Javier Zanetti, Diego Milito, Goran Pandev, Samuel Eto'o, Jonathan Biabiany nel 2010 e 1 rete di Lautaro Martinez, Valentín Carboni, Francesco Pio Esposito, Alessandro Bastoni nel 2025.

- Miglior vittoria: Inter - Stjarnan 6-0 del 28 agosto 2014.
- Peggior sconfitta: Real Madrid - Inter 5-1 (dts) del 16 aprile 1986.
- Partita con più gol: Inter - La Valletta 6-1 del 13 settembre 1972 e Inter - Benfica 4-3 del 25 marzo 2004.
- Massima serie positiva: 13 partite (dagli ottavi di ritorno del 1997-98 ai sedicesimi di ritorno del 2000-01, con un bilancio di 8 vittorie e 5 pareggi).
- Vittorie consecutive: 5 partite (ottenute tra l'edizione 1997-98 e l'edizione 2000-01 e nell'edizione 2019-20).
- Cannoniere stagionale: 8 reti di Dennis Bergkamp nel 1993-1994 e Maurizio Ganz nel 1996-97.
- Cannoniere singola gara: 4 reti di Roberto Boninsegna (Inter - La Valletta 6-1 del 13 settembre 1972).
- Finali del trofeo raggiunte consecutivamente: 2 (1996-97, 1997-98).

- Miglior vittoria: Inter - Floriana 5-0 del 27 settembre 1978 e Inter - Bodø/Glimt 5-0 del 18 ottobre 1978.
- Peggior sconfitta: Beveren - Inter 1-0 del 21 marzo 1979, Slovan Bratislava - Inter 2-1 del 29 settembre 1982, AZ Alkmaar - Inter 1-0 del 20 ottobre 1982 e Real Madrid - Inter 2-1 del 16 marzo 1983.
- Partita con più gol: Inter - Floriana La Valletta 5-0 del 27 settembre 1978 e Inter - Bodø/Glimt 5-0 del 18 ottobre 1978.
- Massima serie positiva: 5 partite (dai sedicesimi di andata del 1978-79 ai quarti di andata del 1978-79, con un bilancio di 4 vittorie e 1 pareggio).
- Vittorie consecutive: 4 partite (dal primo turno di andata ai quarti di finale di ritorno del 1978-79).
- Cannoniere stagionale: 7 reti di Alessandro Altobelli nel 1978-79.
- Cannoniere singola gara: 3 reti di Alessandro Altobelli (Floriana La Valletta - Inter 1-3 del 13 settembre 1978 e Inter - Bodø/Glimt 5-0 del 10 ottobre 1978).

- Miglior vittoria: Inter - Lione 7-0 del 10 dicembre 1958.
- Peggior sconfitta: Barcellona - Inter 4-0 del 7 maggio 1959.
- Partita con più gol: Inter - Hannover 8-2 del 13 settembre 1960.
- Massima serie positiva: 4 partite (dai sedicesimi di ritorno del 1961-62 a ottavi di ritorno del 1961-62, con un bilancio di 4 vittorie).
- Vittorie consecutive: 4 partite (dai sedicesimi di ritorno a ottavi di ritorno del 1961-62).
- Cannoniere stagionale: 9 reti di Roberto Boninsegna nel 1969-70.
- Cannoniere singola gara: 4 reti di Eddie Firmani (Inter - Lione 7-0 del 10 dicembre 1958).

- Miglior vittoria: Ambrosiana-Inter - SK Zidenice 8-1 del 29 giugno 1936.
- Peggior sconfitta: Slavia Praga - Ambrosiana-Inter 9-0 del 11 luglio 1938.
- Partita con più gol: Ambrosiana-Inter - SK Zidenice 8-1 del 29 giugno 1936 e Slavia Praga - Ambrosiana-Inter 9-0 del 11 luglio 1938.
- Massima serie positiva: 4 partite (dai quarti di ritorno del 1933 a finale di andata del 1933, con un bilancio di 3 vittorie e 1 pareggio).
- Vittorie consecutive: 2 partite (dai quarti di ritorno a semifinale di andata del 1933).
- Cannoniere stagionale: 10 reti di Giuseppe Meazza nel 1936.
- Cannoniere singola gara: 5 reti di Giuseppe Meazza (Ambrosiana-Inter - SK Zidenice 8-1 del 29 giugno 1936).

### Partite centenarie
| Numero | Data             | Incontro         | Risultato    | Competizione    |
| ------ | ---------------- | ---------------- | ------------ | --------------- |
| 100    | 6 dicembre 1914  | Inter-Cremonese  | 6-0          | Prima Categoria |
| 500    | 25 maggio 1933   | Inter-Juventus   | 2-2          | Campionato      |
| 1000   | 10 aprile 1949   | Inter-Roma       | 1-0          | Campionato      |
| 1500   | 25 aprile 1962   | Inter-Novara     | 1-2 (d.t.s.) | Coppa Italia    |
| 2000   | 27 marzo 1974    | Atalanta-Inter   | 1-0          | Coppa Italia    |
| 2500   | 6 novembre 1985  | Inter-Linz       | 4-0          | Coppa UEFA      |
| 3000   | 16 novembre 1996 | Inter-Fiorentina | 2-2          | Campionato      |
| 3500   | 30 aprile 2006   | Empoli-Inter     | 1-0          | Campionato      |
| 4000   | 27 gennaio 2016  | Juventus-Inter   | 3-0          | Coppa Italia    |

## Altre statistiche e primati

### Generali
- L'Inter è l'unica società italiana ad aver vinto almeno un trofeo ufficiale pressoché in tutti i decenni di storia trascorsi dalla propria fondazione (fatta eccezione soltanto per gli anni 1900, ovvero nell'unica partecipazione del 1909 nel Campionato Federale di Prima Categoria in cui non c'era ancora un girone unico).[102]
- L'Inter è la terza squadra per vittorie di titoli ufficiali nel maggior numero di stagioni consecutive: 7 (dal 2004-2005 al 2010-2011). Meglio dell'Inter hanno fatto soltanto la Juventus e il Milan, con 10 e 9 stagioni (rispettivamente dal 2011-12 al 2020-21 e dal 1987-1988 al 1995-96).
- Il periodo consecutivo più lungo senza titoli ufficiali dei nerazzurri è invece di 13 stagioni (dal 1939-1940 al 1952-1953), un primato positivo nazionale: la Roma è seconda con 14 (dal 1927-1928 al 1941-1942 e dal 2007-2008 al 2021-2022), la Juventus è terza a quota 21 (dal 1904-1905 al 1925-1926, includendo il quadriennio in cui l'attività calcistica ufficiale in Italia fu sospesa per la prima guerra mondiale).
- Il maggior numero di trofei vinti in un anno solare è cinque, stabilito nel 2010 (quando vinse Campionato, Coppa Italia, Supercoppa Italiana, Champions League, Coppa del mondo per club), a cavallo delle stagioni 2009-10 e 2010-11, record per il calcio italiano.
- L'Inter detiene la striscia più lunga dei presidenti vincitori di almeno un titolo durante il loro periodo alla guida dei nerazzurri: gli otto presidenti succedutisi da Oreste Simonotti (dal 1929) a Massimo Moratti (fino al 2013), hanno infatti vinto tutti almeno uno scudetto.
- Il primato di reti segnate in una stagione è 119 nella stagione 2024-2025.[103]

### Campionato
- L'Inter detiene il record del più breve periodo massimo di tempo senza vittorie dello scudetto: il campionato del 1989 fu seguito da quello del 2006 (17 anni), mentre Juventus e Milan mancarono rispettivamente l'appuntamento con il tricolore per 21 (dal 1905 al 1926) e 44 anni (dal 1907 al 1951).[102]
- L'Inter ha vinto il primo campionato di Serie A a girone unico, quello del 1929-30, e anche il torneo del 1909-10, l'unico antecedente al 1929 disputato con un girone all'italiana, vide l'affermazione nerazzurra.[104]
- Il record di piazzamenti consecutivi nelle prime tre posizioni in classifica è sette, stabilito in due occasioni (dal 1960-61 al 1966-67 e dal 2004-05 al 2010-11), quarta miglior sequenza nella storia della serie A, dopo i tredici piazzamenti consecutivi della Juventus (tra il 1971-72 e il 1983-84), i dieci del Milan (tra il 1947-48 ed il 1956-57) e i nove piazzamenti consecutivi della Juventus (tra il 2011-12 e il 2019-20)
- L'Inter detiene il primato di punti totalizzati in un anno solare, 104 nel 2021.
- L'Inter ha ottenuto il diritto di fregiarsi delle due stelle simboleggianti la vittoria di dieci scudetti a una cadenza regolare: la prima nel 1966, 58 anni dopo la fondazione del club nel 1908, e la seconda nel 2024, a 58 anni di distanza dalla prima.

### Coppe europee
- L'Inter è stata la prima squadra nella storia della Coppa dei Campioni ad aver vinto il trofeo senza perdere neanche una partita durante la competizione
- Assieme al Real Madrid - che ci riuscì nel 1957 - l'Inter è la sola altra formazione ad aver vinto il titolo europeo sul proprio campo, laureandosi campione continentale nel 1965 a San Siro.
- Nella massima competizione europea, i nerazzurri vantano un'imbattibilità interna di 33 partite[105]: dal 25 settembre 1963 (Inter-Everton 1-0) al 2 ottobre 2002 (Inter-Lione 1-2).[106] Contro gli stessi francesi, l'Inter ha ottenuto la più larga vittoria in campo europeo (considerando la Coppa delle Fiere): 7-0, il 10 dicembre 1958.
- Al pari della Juventus e del Milan, l'Inter è una delle squadre italiane a contare almeno 50 partecipazioni nelle coppe europee (dalla stagione 1955-56 ad oggi), di cui 16 consecutive (dal 1976-77 al 1991-92), secondo miglior risultato per un club italiano.
- Il primato di qualificazioni consecutive è di 16, dal 1975-76 al 1990-91.[107] Ciò costituisce il secondo record nazionale, dietro ai bianconeri (con 28 partecipazioni, dal 1963-64 al 1990-91).
- L'Inter ha partecipato per 19 volte al girone autunnale delle coppe, superandolo in 14: le 5 eliminazioni sono avvenute nel 2003-04, nel 2018-19 e nel 2019-20 in Champions League (terza in tutti e tre i casi nel suo gruppo[108], fu ripescata in Coppa UEFA ed Europa League[109]) mentre nel 2016-17 in Europa League e nel 2020-21 in Champions League il club ha fatto registrare i suoi peggior gironi di sempre con l'ultimo posto.[110]
- Per quanto riguarda invece i turni preliminari, i nerazzurri li hanno superati per 6 volte su 7: l'unica mancata qualificazione è quella del 2000-01 in Champions League, che consentì comunque il ripescaggio in Coppa UEFA.[111]
- L'Inter è la squadra europea con il più lungo periodo massimo d'anni senza vittorie tra due Champions League: alla Coppa dei Campioni del 1965, fece seguito quella del 2010 (45 anni), seguono Real Madrid (32 anni) e Manchester United (31 anni).

### Contributo alle Nazionali
- In 21 edizioni dei campionati mondiali, l'Inter ha fatto registrare 121 calciatori convocati i quali, complessivamente, hanno segnato 71 reti: rispettivamente, solo Juventus e Barcellona nonché Bayern Monaco e Real Madrid hanno saputo fare meglio.[112] I 121 convocati hanno disputato 361 incontri, ad una sola lunghezza dal record di 362 gare, appartenente alla Juventus.[113]
- Nella particolare classifica delle società vantanti campioni del mondo con le rispettive Nazionali, l'Inter conta 20 elementi di cui 14 italiani: a precederla sono i bianconeri (27, di cui 22 italiani) e il Bayern Monaco (24, di cui 21 tedeschi).[114]
- L'Inter detiene il primato assoluto di marcatori e reti messe a segno dai nerazzurri nelle finali mondiali, 8 gol realizzati da 7 calciatori diversi: Boninsegna (1970), Altobelli (1982), Rummenigge (1986), Brehme (1990), Ronaldo (doppietta nel 2002), Materazzi (2006) e Ivan Perišić (2018).[115]
- Un'ulteriore striscia record, tuttora aperta, è la presenza di almeno un interista nelle ultime 11 finali dei Mondiali sia fra i convocati che in campo: 1982 (Alessandro Altobelli, Giuseppe Bergomi e Gabriele Oriali con Gianpiero Marini e Ivano Bordon rimasti in panchina); 1986 (Karl Heinz Rummenigge); 1990 (Andreas Brehme, Lothar Matthäus e Jürgen Klinsmann); 1994 (Nicola Berti), 1998 (Ronaldo e Youri Djorkaeff); 2002 (Ronaldo); 2006 (Marco Materazzi); 2010 (Wesley Sneijder); 2014 (Rodrigo Palacio con Ricardo Álvarez e Hugo Campagnaro rimasti in panchina); 2018 (Marcelo Brozović e Ivan Perišić); 2022 (Lautaro Martínez). Tale primato è condiviso con il Bayern Monaco.[116]

### Calciatori stranieri
- Il 23 novembre 2005, in Champions League, l'Inter è stata la prima squadra italiana a schierare un'intera formazione titolare composta da soli stranieri.[117]
- Un primato condiviso è invece quello del 23 aprile 2016, in cui nella gara contro l'Udinese, al fischio d'inizio erano presenti 22 stranieri in campo.[118][119]
- Dal 21 dicembre 2014 al 20 febbraio 2016, l'Inter ha realizzato tutti i suoi gol con calciatori stranieri.[120] Le reti complessive in tutte le competizioni (Serie A, Coppa Italia, Europa League) sono state 80.[121]

### Derby di Milano
- In 93 campionati a girone unico, di cui 18 vinti, l'Inter ha preceduto in classifica il Milan per 50 volte: i rossoneri - vincitori a loro volta di 16 titoli - hanno invece sorpassato i rivali in 40 occasioni (nella stagione 1990-91 per la differenza reti generale). Solamente nel 1957-58 le due formazioni meneghine hanno chiuso alla pari (9º posto) non esistendo, all'epoca, discriminanti per la classifica. Nel computo non vengono incluse le stagioni 1980-81 e 1982-83, nelle quali il Milan partecipava al campionato di Serie B.[122]
- L'Inter detiene il periodo più lungo senza una sconfitta nella storia dei derby di Milano dal 1928 al 1938, per un totale di 17 partite con 10 vittorie e 7 pareggi.
- Per contro, le sfide in campo europeo vedono prevalere i rossoneri: il derby è stato infatti disputato in Champions League in tre occasioni, con l'affermazione rossonera in due casi su tre (i rossoneri hanno passato il turno nelle semifinali dell'edizione 2002-03 e nei quarti di finale dell'edizione 2004-05, mentre i nerazzurri si sono imposti nelle semifinali dell'edizione 2022-23).
- Per quanto riguarda le stracittadine che mettevano in palio un trofeo, il Milan ha vinto la finale di Coppa Italia del 1977 e le Supercoppe italiane del 2011 e del 2024, mentre l’Inter si è aggiudicata la Supercoppa italiana 2022. Inoltre, in una circostanza il derby è stato decisivo nella conquista aritmetica dello scudetto da parte di una delle compagini meneghine: nella Serie A 2023-2024 la stracittadina di ritorno sancì la vittoria del campionato da parte dell'Inter.
- Il massimo distacco inflitto dall'Inter ai rivali rossoneri nei campionati a girone unico con tre punti a vittoria è stato di 36 punti (28 al netto della penalizzazione) nel 2006-07 (97 Inter e 61 Milan); in negativo invece, il record è stato segnato nel 1998-99: 24 punti separarono il Milan dall'Inter (70 Milan e 46 Inter). Con due punti a vittoria il record per i nerazzurri è di 18 punti e risale alla Serie A 1929-30 (Ambrosiana 50 e Milan 32), mentre per i rossoneri il massimo è di 19 punti, raggiunto in due occasioni: 1991-92 (Milan 56 e Inter 37) e 1993-94 (Milan 50 e Inter 31).
- L'esordio ufficiale del club è coinciso proprio con un derby, quello del 10 gennaio 1909 valido per le eliminatorie regionali: il risultato fu di 3-2 per il Milan.

### Voci generiche
- Statistiche del campionato italiano di Serie A
- Classifica perpetua del campionato italiano di calcio (1898-1929)
- Classifica perpetua del campionato italiano di Serie A
- Statistiche delle competizioni UEFA per club
- Società calcistiche italiane nelle competizioni internazionali

### Voci affini
- Successi sportivi del Football Club Internazionale Milano
- Calciatori del Football Club Internazionale Milano
- Allenatori del Football Club Internazionale Milano